# عائشة سيد كاسترو
عائشة سيد كاسترو هي عازفة كمان دومينيكانية، ولدت في 15 سبتمبر 1989 في سانتياغو دي لوس كاباليروس في جمهورية الدومينيكان.